# Рунзе Хао
Рунзе Хао (кин: 郝润泽; Даљен, 3. маја 1997) кинески је фудбалер. Игра у одбрани.

## Каријера

### Почеци
Рунзе Хао рођен је у Даљену, граду у покрајини Љаонинг у Кини. Фудбал је почео да тренира у академији Шефилд јунајтеда, где је његов отац Хао Хајдонг завршио своју професионалну каријеру. Касније је наступао у млађим категоријама Пекинг Гуана, одакле се 2013. године отиснуо у Шпанију и приступио омладинцима Албасетеа. Ту је провео две године, док је у периоду од 2015. до 2017. био члан загребачке Локомотиве. После тога је потписао за Гранаду, али је одмах прослеђен у развојни тим тог клуба, како би стицао искуство у сениорском фудбалу. Међутим, како се током наредног периода није усталио у постави, лета 2019. отишао је на позајмицу у Лоулетано, где такође није наступао на званичним сусретима.

### Раднички Ниш
Почетком 2020. године приступио је Радничком из Ниша, али је првенство Србије недуго затим прекинуто услед епидемије вируса корона. У првој утакмици наставка сезоне, одиграној у оквиру 27. кола Суперлиге Србије за такмичарску 2019/20, екипа Радничког је одиграла нерешено 1 : 1 са Напретком у Крушевцу. Хао је тада дебитовао за свој клуб, ушавши у игру у 70. минуту, уместо крилног играча Немање Суботића. Раднички је у том моменту губио минималним резултатом и имао играча мање на терену, јер је штопер Марио Маслаћ претходно искључен. У последњим тренуцима утакмице, а након прекида и гужве у шеснаестерцу домаћег састава, Хао је постигао изједначујући погодак. Неколико дана касније, Хао се нашао у стартној постави Радничког у четвртини финала Купа Србије, против Чукаричког. На полувремену тог сусрета је замењен, а у игру је ушао Урош Милорадовић. На следећем сусрету у Суперлиги Србије, против екипе Рада, Хао није био у протоколу. Како је Лазар Ђорђевић био повређен, Никола Стевановић упарио жуте картоне, док је Маслаћ суспендован до краја сезоне, Раднички је сусрет почео без иједног од четири штопера. Хао је Раднички напустио после два званична наступа, што је у медијима доведено у везу са политичким контроверзама у његовој држави.

## Статистика

#### Клупска
Ажурирано 4. јуна 2020.
|                   |          |   |   |   |   |   |   |   |   |   |   |  |  |  |
| Локомотива Загреб | 2016/17. | 0 | 0 | 0 | 0 | — | — | — | — | 0 | 0 |  |  |  |
|                   |          |   |   |   |   |   |   |   |   |   |   |  |  |  |
| Гранада Б         | 2017/18. | 4 | 1 | — | — | — | — | — | — | 4 | 1 |  |  |  |
| Гранада Б         | 2018/19. | 0 | 0 | — | — | — | — | — | — | 0 | 0 |  |  |  |
| Гранада Б         | Укупно   | 4 | 1 | — | — | — | — | — | — | 4 | 1 |  |  |  |
|                   |          |   |   |   |   |   |   |   |   |   |   |  |  |  |
| Лоулетано         | 2019/20. | 0 | 0 | 0 | 0 | — | — | — | — | 0 | 0 |  |  |  |
|                   |          |   |   |   |   |   |   |   |   |   |   |  |  |  |
| Раднички Ниш      | 2019/20. | 1 | 1 | 1 | 0 | — | — | — | — | 2 | 1 |  |  |  |
|                   |          |   |   |   |   |   |   |   |   |   |   |  |  |  |
| Каријера          | Каријера | 5 | 2 | 1 | 0 | — | — | — | — | 6 | 2 |  |  |  |
|                   |          |   |   |   |   |   |   |   |   |   |   |  |  |  |